# Плоп (Каушанский район)
Плоп (рум. Plop) — село в Каушанском районе Молдавии. Наряду с сёлами Бакчалия, Триколичь и Флорика входит в состав коммуны Бакчалия.

## География
Село расположено на высоте 71 метр над уровнем моря.

## Население
По данным переписи населения 2004 года, в селе Плоп проживает 276 человек (138 мужчин, 138 женщин).
Этнический состав села:
| Национальность | Число жителей | Процентный состав |
| -------------- | ------------- | ----------------- |
| молдаване      | 270           | 97,83             |
| украинцы       | 5             | 1,81              |
| румыны         | 1             | 0,36              |
| Всего          | 276           | 100 %             |